# Easy FM
Easy FM is een lokale omroep in de gemeente Almere die uitzendt onder de licentie van Stichting Productie Fabriek Almere. De radiozender is in een groot gebied rondom Almere te ontvangen via de frequentie 95.5 FM.
De start van de lokale radiozender Easy FM vond plaats op 10 oktober 2019 met testuitzendingen vanuit de studio aan de Grote Markt in Almere. In januari 2021 is de zender verhuisd naar het WTC Carlton Almere. De zendinstallatie bevond zich op het dak van het WTC, op 125 meter hoogte, het hoogste punt van Almere. Vaste stationvoices vanaf het begin van Easy FM waren Bart van Gogh en Marjon Keller. Bij de start van Easy FM bestond het aantal medewerkers uit 20 personen.

## Programma's

### Nieuws en Actualiteiten
Naast muziek is er dagelijks lokaal nieuws te horen op de hele uren en regionaal nieuws op de halve uren. Iedere werkdag zijn er talkshows vanaf locatie waar onderwerpen als politiek, cultuur, sport, economie en maatschappij de revue passeren. De voetbalwedstrijden van Almere City FC zijn live te volgen via de zender.

## Presentatoren
EASY 95.5 FM kent een aantal bekende programmamakers waaronder Marjon Keller, Marc van Amstel, Luc van Rooij, Stefan Brau, Bart van der Molen en Martin Stoker. Medio februari 2020 kwam Jan van Veen over van Omroep Max naar Easy FM. Op zondagavond presenteerde hij het befaamde programma Candlelight van 22.00 - 24.00 uur.